# جيري نيلسون
جيري نيلسون (بالإنجليزية: Jerry Nelson)‏ هو عالم فلك أمريكي، ولد في 15 يناير 1944 في مقاطعة لوس أنجلوس في الولايات المتحدة، وتوفي في 10 يونيو 2017 في سانتا كروز في الولايات المتحدة.

## وصلات خارجية
- جيري نيلسون على موقع الموسوعة البريطانية (الإنجليزية)